# Nätauktion
Nätauktion är en form av auktion där bud avges på nätet.
Auktionen räknar ner till en förutbestämd sluttid. Ibland förlängs auktionen vid sent inkommet bud (se öresauktion) eller om auktionen löper ut medan webbplatsen tillfälligt är stängd på grund av exempelvis tekniskt underhåll.
Auktionen kan ha ett reservationspris (eller bevakningspris) som är det lägsta priset säljaren accepterar.
Den som bjuder högre än alla andra, och högre än eventuellt reservationspris, vinner budgivningen vid en sedvanlig nätauktion. Ett undantag är lägsta bud-auktioner, som klassas som lotteri i Sverige.